# Melanitta perspicillata
El negrón costero (Melanitta perspicillata, también llamado negrón careto  y negreta nuca blanca) es un ave mergino de gran tamaño, que habita en Canadá y Alaska. Forma parte del subgénero Melanitta, junto con el negrón especulado y el negreta alas blancas, a diferencia de los negrones pertenecientes al subgénero Oidemia, como el estadounidense y el común.

## Morfología y alimentación
La hembra adulta pesa alrededor de novecientos gramos y mide cuarenta y cuatro centímetros de largo, mientras que el adulto pesa mil cincuenta gramos y mide cuarenta y ocho centímetros. Son la especie más pequeña, en promedio, de los negrones. Se caracterizan por su forma corpulenta y su pico largo. El macho es enteramente negro, excepto por unas manchas blancas en la nuca y la frente. El pico es bulboso y de color rojo, amarillo y blanco; las hembras, por su parte, presentan un plumaje amarronado con manchas más claras en la cabeza. La cabeza en forma de cuña y las alas, sin plumas blancas, distinguen a las hembras de negrón careto de las hembras de negrón especulado.

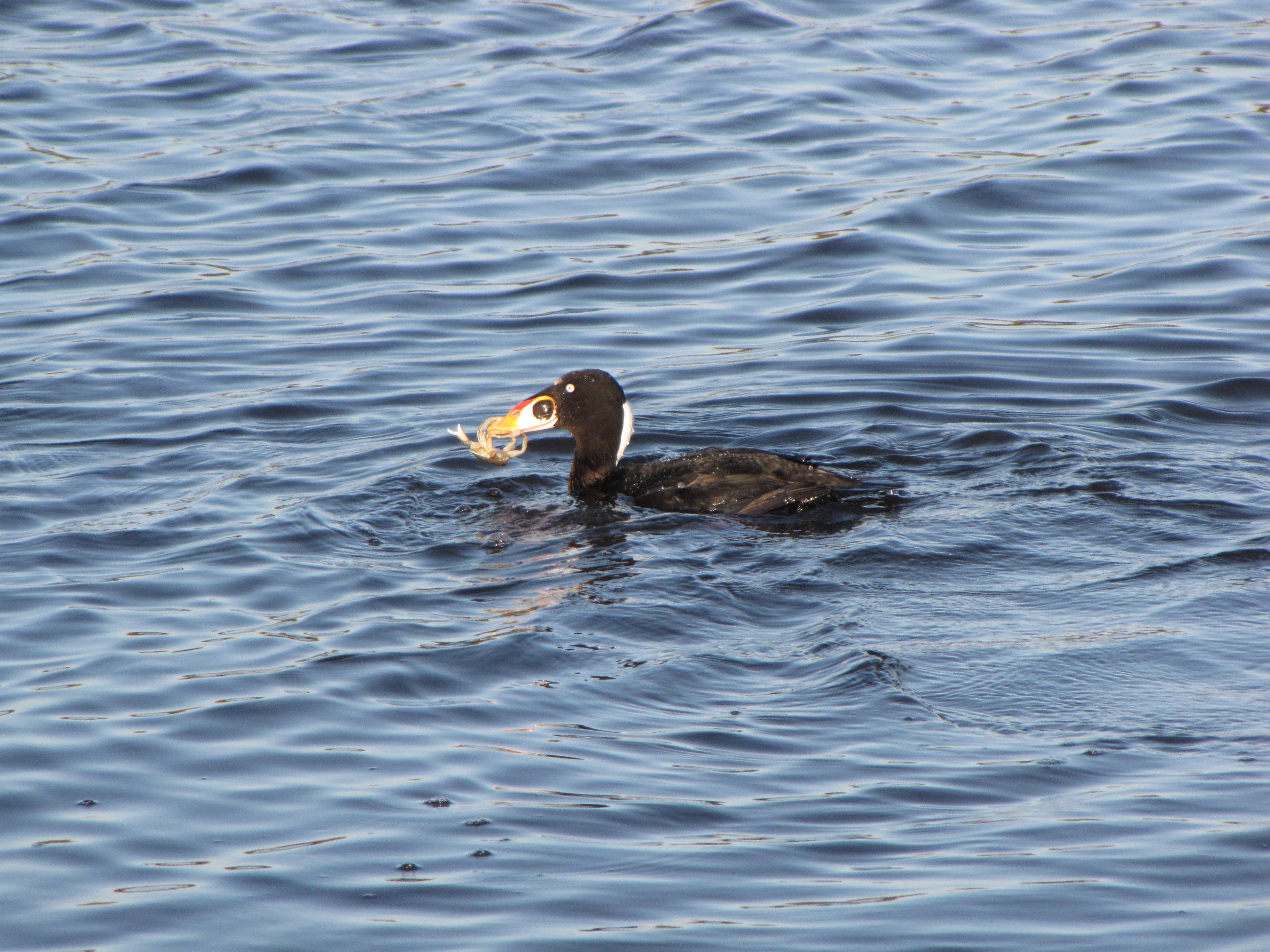
Negrón careto con un cangrejo.

Los adultos de esta especie se alimentan de crustáceos y moluscos que cazan durante el nado, y las crías comen cualquier tipo de invertebrados de agua dulce.

## Reproducción
Construyen un nido sobre la tierra, cerca del mar, lagos o ríos, en bosques o en zonas de tundra. La hembra deposita entre cinco y nueve huevos cada vez. Los huevos pesan entre cincuenta y cinco y setenta y nueve gramos y miden alrededor de cuarenta y tres milímetros de largo, con una circunferencia de sesenta y dos milímetros. Ocasionalmente (y probablemente por accidente), en zonas con altas densidades de nidos, se mezclan los huevos de diferentes padres. Las crías crecen relativamente rápido, y el período de incubación dura entre veintiocho y treinta días. Los polluelos están listos para mantenerse por sí mismos a los cincuenta y cinco días de nacer.

## Migración
El negrón costero migra durante el invierno hacia el sur, hacia la zona templada sobre la costa del norte de los Estados Unidos. Algunas poblaciones pasan el invierno en Europa Occidental, en zonas como Gran Bretaña e Irlanda y otros migran hacia los Grandes Lagos. Forman colonias grandes en áreas costeras y suelen migrar juntos, en grupos muy numerosos.

## Amenazas
En noviembre de 2007, un derrame de petróleo en el puerto de San Francisco causó la muerte de miles de aves, incluyendo varios negrones costeros. Alrededor del cuarenta por ciento de las aves afectadas eran pertenecientes a esta especie. Los científicos aseguraron que aunque la especie no está amenazada, su número ha bajado entre un cincuenta y setenta por ciento durante los últimos cuarenta años y este derrame podría afectar su continuidad, dado que la mayoría de las aves muertas o heridas eran adultos sanos.